# النقل في إيطاليا

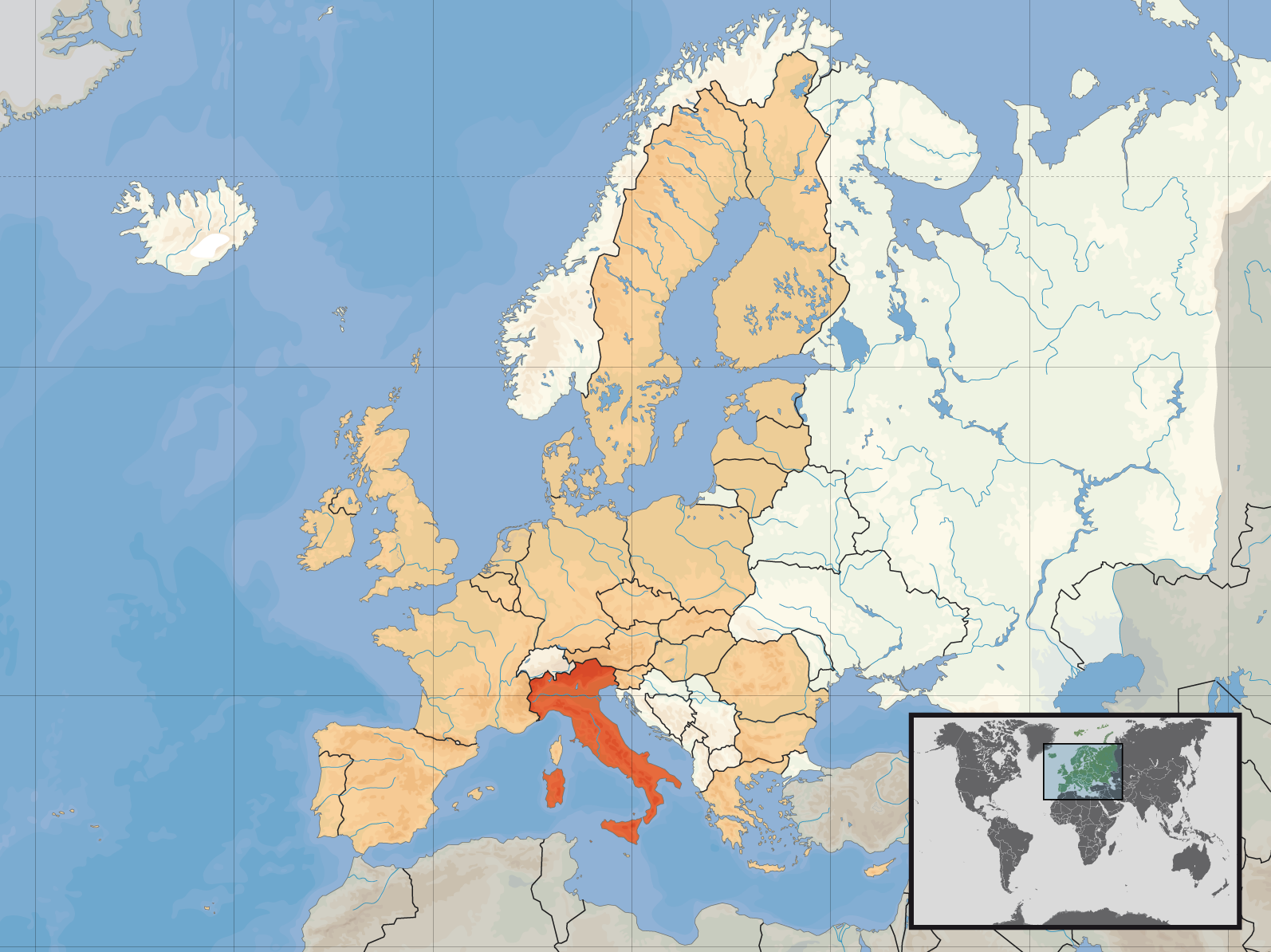
إيطاليا في الإتحاد الأوروبي

طورت إيطاليا وسائل النقل العام والخاص. تتمتع بشبكة سكك حديدية موسعة، خاصة في الشمال، التي تزداد حاجتها لوجود وسائل نقل بديلة مثل الحافلات أو النقل الجوي (والمتوافرة في بعض المناطق).
كما تتمتع إيطاليا بشبكة طرق، والتي يصل إجمالي طولها إلى 487.700 كم. وبسبب طول شريطها السحالي، يوجد في إيطالي عدد ضخم من الموانئ المستخدمة لنقل البضائع والركاب.

## السكك الحديدية

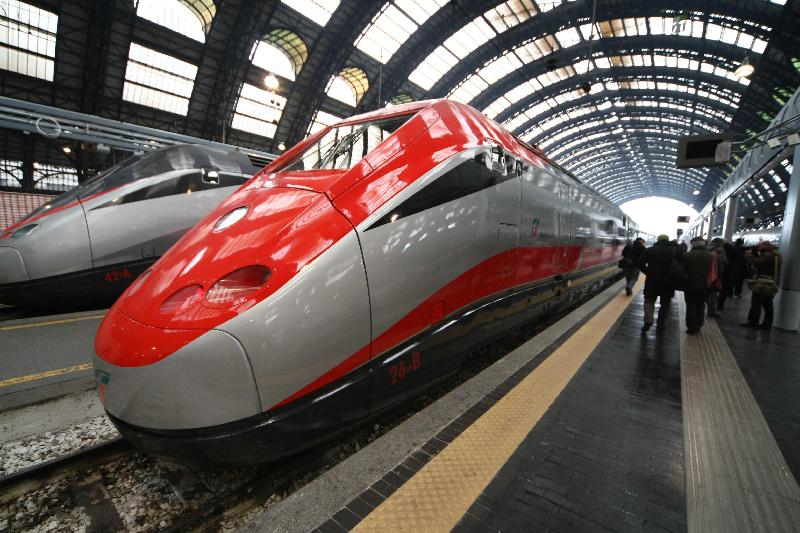
قطار فريتشي روزا السريع

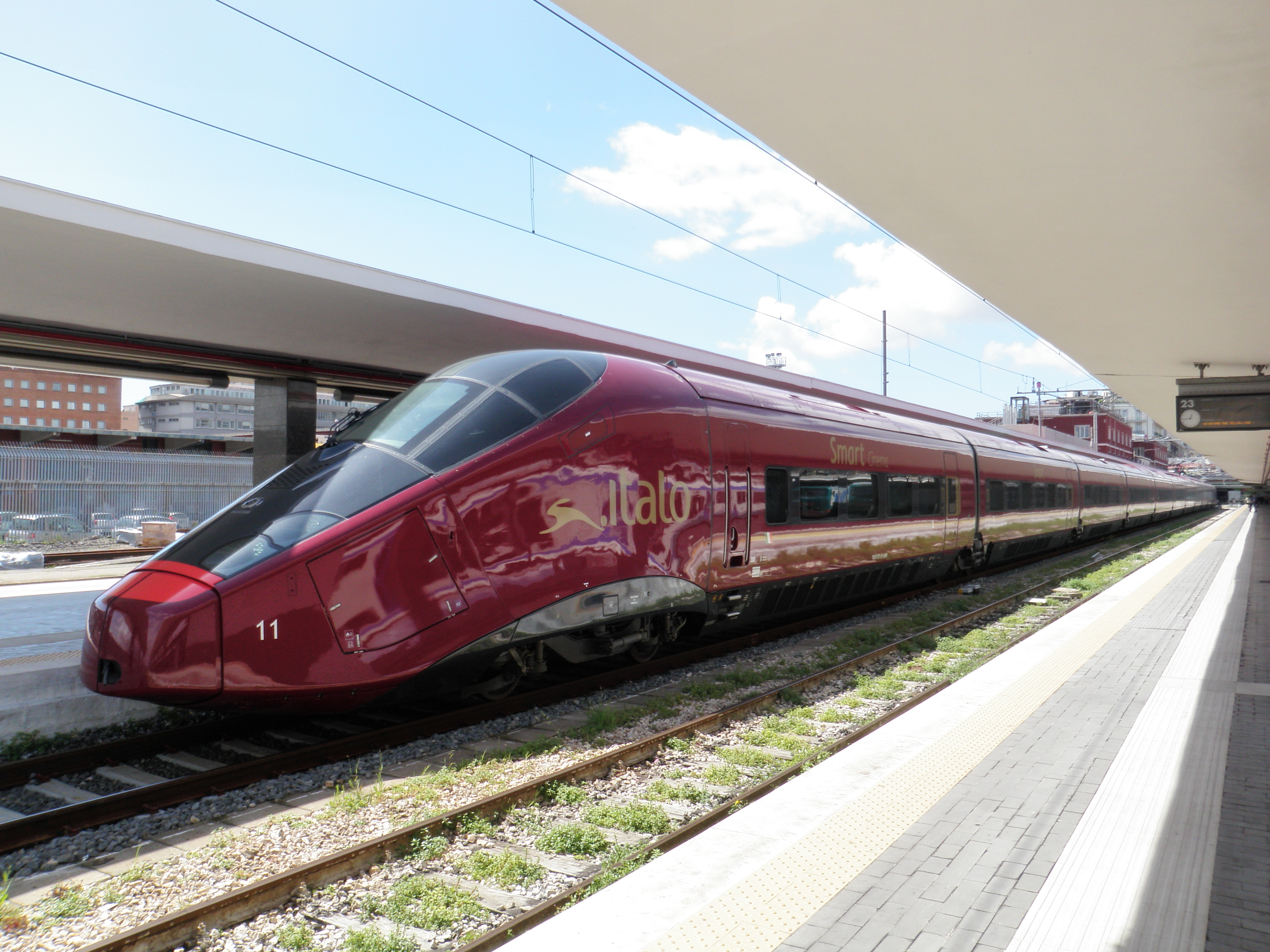
قطار إيطالو فائق السرعة الجديد

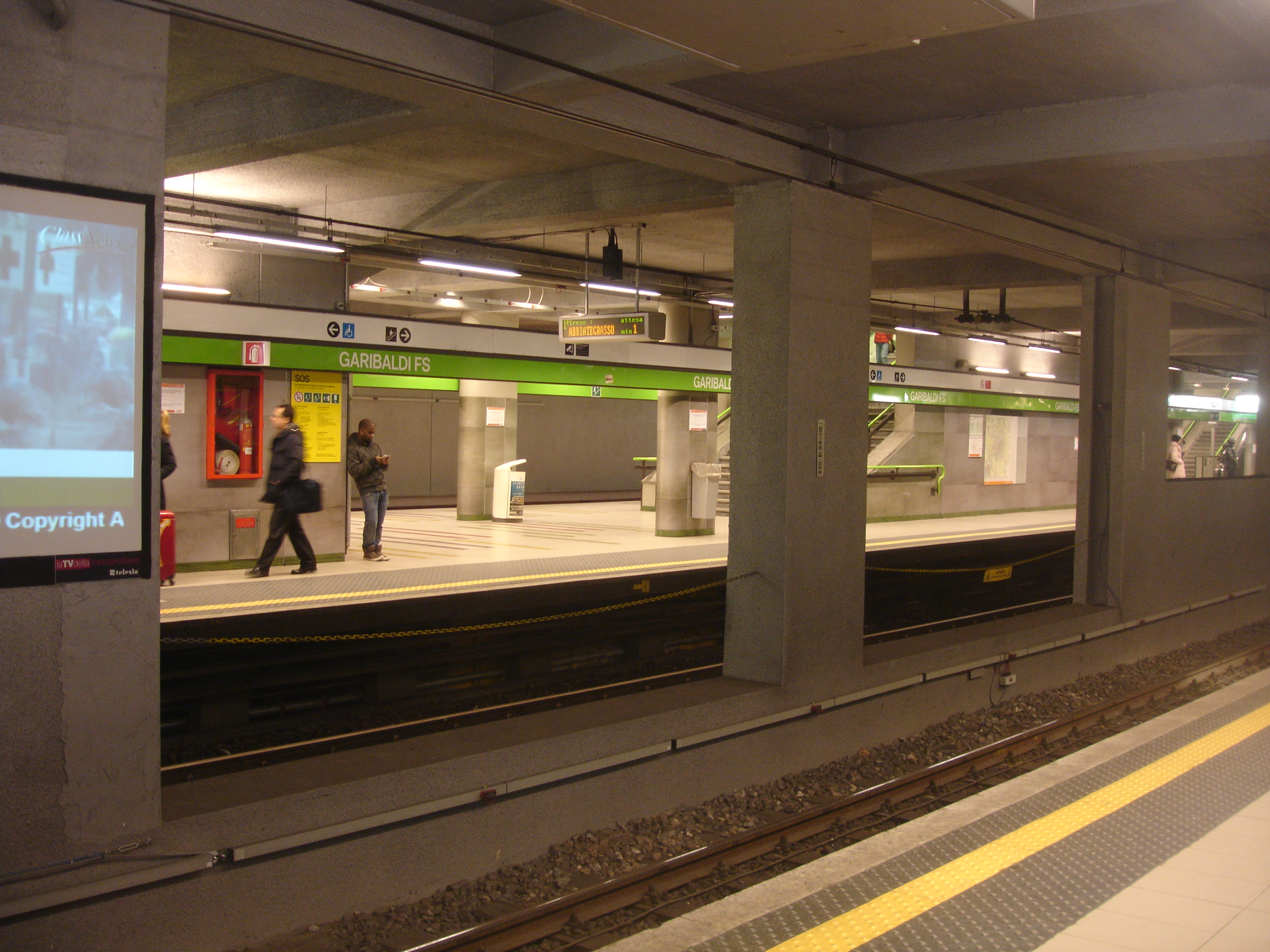
محطة على مترو ميلانو، أكبر نظام عبور سريع في إيطاليا

يبلغ طول السكك الحديدية الإيطالية 19394 كم، منها 18.071 كم سكك حديد قياسية و 11322 كم سكك حديد كهربائية. الخطوط النشطة حالياً يبلغ طولها 16723 كم. تنمو الشبكة مؤخرًا مع بناء شبكة السكك الحديدية عالية السرعة الجديدة. المسارات الضيقة هي:
- 112 كم (70 ميل) من 1000 مم (3 قدم 3 + 3⁄8 بوصات) (كلها مكهربة)؛
- 1،211 كم (752 ميل) من 950 مم (3 قدم 1 + 3⁄8 بوصة) مقياس (منها 153 كم (95 ميل) كهربائية).

تتم إدارة جزء كبير من شبكة السكك الحديدية الإيطالية وتشغيلها بواسطة شركة فيروفي ديلو ستاتو، وهي شركة مملوكة للدولة. تعمل الشركات الإقليمية الأخرى، المملوكة في الغالب من قبل الكيانات العامة مثل الحكومات الإقليمية، على الشبكة الإيطالية. يتم دعم السكك الحديدية الإيطالية من قبل الحكومة، حيث تلقت 8.1 مليار يورو في عام 2009.
قد يستخدم المسافرون الذين غالبًا ما يستخدمون السكك الحديدية أثناء إقامتهم في إيطاليا تصاريح السكك الحديدية، مثل السكك الحديدية الأوروبية أو جوازات السفر الوطنية والإقليمية الإيطالية. تسمح تصاريح السكك الحديدية هذه للمسافرين بحرية استخدام القطارات الإقليمية خلال فترة الصلاحية، لكن جميع القطارات عالية السرعة والقطارات بين المدن تتطلب رسوم حجز بقيمة 10 يورو.

### القطارات فائقة السرعة
بدأت الأعمال الرئيسية لزيادة السرعة التجارية للقطارات في عام 1967، حيث تم إنشاء خط روما-فلورنسا «المباشر الفائق» للقطارات التي تصل سرعتها إلى 230 كم/ساعة، وخفض هذا الخط وقت الرحلة إلى أقل من ساعتين. يعتبر هذا الخط أول خط قطار فائق السرعة في أوروبا ، حيث بدأت العمل في عام 1977.
في عام 2009، تم فتح خط جديد عالي السرعة يربط بين ميلانو وتورينو، يعمل بسرعة 300 كم/ساعة، أمام حركة الركاب، مما قلل وقت الرحلة من ساعتين إلى ساعة واحدة. في نفس العام، تم فتح خط ميلان-بولونيا، مما قلص وقت الرحلة إلى 55 دقيقة. كما تمت ترقية خط بولونيا-فلورنسا فائق السرعة إلى 300 كم/ساعة لمدة 35 دقيقة.
منذ ذلك الحين ، أصبح من الممكن السفر من تورينو إلى ساليرنو (حوالي 950 كم) في أقل من 5 ساعات. يتم تشغيل أكثر من 100 قطار يوميًا.
المشغل العام الرئيسي للقطارات عالية السرعة هي شركة ترينيتاليا، وهي جزء من فيروفي ديلو ستاتو. تنقسم القطارات إلى ثلاث فئات:
- تعمل قطارات فريتشي روزا (السهم الأحمر) بحد أقصى 300 كم/ساعة على مسارات مخصصة عالية السرعة.
- تعمل قطارات فريتشي أرجينتو (السهم الفضي) بسرعة قصوى تبلغ 250 كم/ساعة على كل من المسارات عالية السرعة والخط الرئيسي.
- تعمل قطارات فريتشي بيانكا (السهم الأبيض) بحد أقصى 200 كم/ساعة على خطوط رئيسية فقط.

منذ عام 2012 ، قامت شركة نقل الركاب الجديد، وهي أول مشغل قطارات خاص في إيطاليا، بتشغيل خدمات عالية السرعة في منافسة مع ترينيتاليا. حتى في الوقت الحاضر، إيطاليا هي الدولة الوحيدة في أوروبا التي لديها مشغل قطارات فائق السرعة خاص.
بدأ بناء خط ميلان-فينيسيا فائق السرعة في عام 2013، وفي عام 2016 تم افتتاح قسم ميلان-تريفيجليو لحركة الركاب؛ خط ميلان-جنوة عالي السرعة قيد الإنشاء أيضًا.
اليوم من الممكن السفر من روما إلى ميلانو في أقل من 3 ساعات (ساعتان و 55 دقيقة) باستخدام قطار فريتشي روزا 1000. لتغطية هذا الطريق، يوجد قطار كل 30 دقيقة.

### القطارات بين المدن
مع إدخال القطارات عالية السرعة، تقتصر القطارات بين المدن على عدد قليل من الخدمات يوميًا على الخطوط الرئيسية والإقليمية.
الخدمات النهارية (Intercity IC)، على الرغم من أنها ليست متكررة وتقتصر على قطار واحد أو قطارين لكل طريق، إلا أنها ضرورية لتوفير الوصول إلى المدن والبلدات خارج شبكة الخطوط الرئيسية للسكك الحديدية. الطرق الرئيسية هي ترييستي إلى روما (تتوقف في البندقية وبولونيا وبراتو وفلورنسا وأريتسو) ومن ميلان إلى روما (تتوقف في جنوة ولا سبيتسيا وبيزا وليفورنو / التوقف في بارما ومودينا وبولونيا وبراتو وفلورنسا وأريتسو) من بولونيا إلى ليتشي (توقف في ريميني وأنكونا وبيسكارا وباري وبرينديزي) ومن روما إلى ريدجو كالابريا (التوقف عند لاتينا ونابولي). بالإضافة إلى ذلك، توفر القطارات بين المدن وسيلة أكثر اقتصادا للسفر بالسكك الحديدية لمسافات طويلة داخل إيطاليا.
الخدمات الليلية (Intercity Notte ICN) على مقصورات للنوم ودورات مياه. الطرق الرئيسية هي روما إلى بولزانو (الاتصال في فلورنسا، بولونيا، فيرونا، روفيريتو وترينتو)، ميلان إلى ليتشي (الاتصال في بولونيا، ريميني، أنكونا، بيسكارا، باري وبرينديزي) ، تورينو إلى ليتشي (الاتصال في أليساندريا، فوغيرا، بياتشينزا، بارما، بولونيا، ريميني ، بيسكارا، باري وبرينديزي) و ريدجو كالابريا إلى تورينو (نابولي وروما وليفورنو ولا سبيتسيا وجنوة).
يوجد إجمالي 86 قطارًا بين المدن يعملون داخل إيطاليا يوميًا.

### القطارات المحلية
تدير ترينيتاليا خدمات إقليمية (كلا من RGV السريع ووقف REG) في جميع أنحاء إيطاليا.
توجد وكالات قطارات إقليمية: ترتبط جداول قطاراتها إلى حد كبير بقطارات ترينيتاليا، ويمكن شراء تذاكر خدمات القطارات هذه من خلال شبكة ترينيتاليا الوطنية. الوكالات الإقليمية الأخرى لديها أنظمة تذاكر منفصلة لا يمكن استبدالها مع أنظمة ترينيتاليا. يمكن شراء هذه التذاكر «الإقليمية» من محلات بيع الصحف المحلية أو متاجر التبغ بدلاً من ذلك.

### النقل السريع
المدن المتمتعة بنظم المترو:
| المدينة | الاسم       | الخطوط | الطول (كم) | المحطات | الافتتاح |
| ------- | ----------- | ------ | ---------- | ------- | -------- |
| بريشا   | مترو برسيا  | 1      | 13.7       | 17      | 2013     |
| قطانية  | مترو كتانيا | 1      | 4          | 6       | 1999     |
| جنوة    | مترو ميلانو | 1      | 7.1        | 8       | 1990     |
| ميلانو  | مترو ميلانو | 4      | 101        | 113     | 1964     |
| نابولي  | مترو نابولي | 2      | 15.8       | 19      | 1993     |
| روما    | مترو روما   | 3      | 60.0       | 73      | 1955     |
| تورين   | مترو تورين  | 1      | 13.2       | 21      | 2006     |

### خطوط السكك الحديدية مع دور الجوار
يوجد في إيطاليا 11 معبرًا حدوديًا للسكك الحديدية فوق جبال الألب مع البلدان المجاورة لها: ستة منها تم تحديدها كمسارات رئيسية واثنتان بمقاييس المتر. المعابر الحدودية الرئيسية الستة هي: اثنان مع فرنسا (أحدهما في نيس ومرسيليا؛ والآخر مع ليون وديجون)، واثنان مع سويسرا (أحدهما بريج وبرن وجنيف؛ والآخر مع كياسو ولوغانو ولوسيرن وزيورخ)، اثنان مع النمسا (أحدهما لإنسبروك والآخر لفيلاتش وغراتس وفيينا). تقع معابر السكة التي يبلغ طولها مترين في بلدة تيرانو الحدودية ودومودوسولا.
يوجد خط سكة حديد يربط بين ميناء ترييستي شمال شرق إيطاليا وسلوفينيا، ولكن لا تعمل خدمات نقل الركاب أو الشحن على هذا المسار. وبالتالي، لا توجد اتصالات مباشرة بين ترييستي وليوبليانا، عاصمة سلوفينيا، على الرغم من قرب كلتا المدينتين.

ترتبط مدينة الفاتيكان أيضًا بإيطاليا بخط سكة حديد يخدم محطة سكة حديد واحدة، محطة سكة حديد مدينة الفاتيكان. يستخدم هذا الخط فقط للمناسبات الخاصة. كانت سان مارينو تمتلك وصلة سكة حديدية ضيقة النطاق مع إيطاليا؛ تم تفكيك هذا الخط في عام 1944.

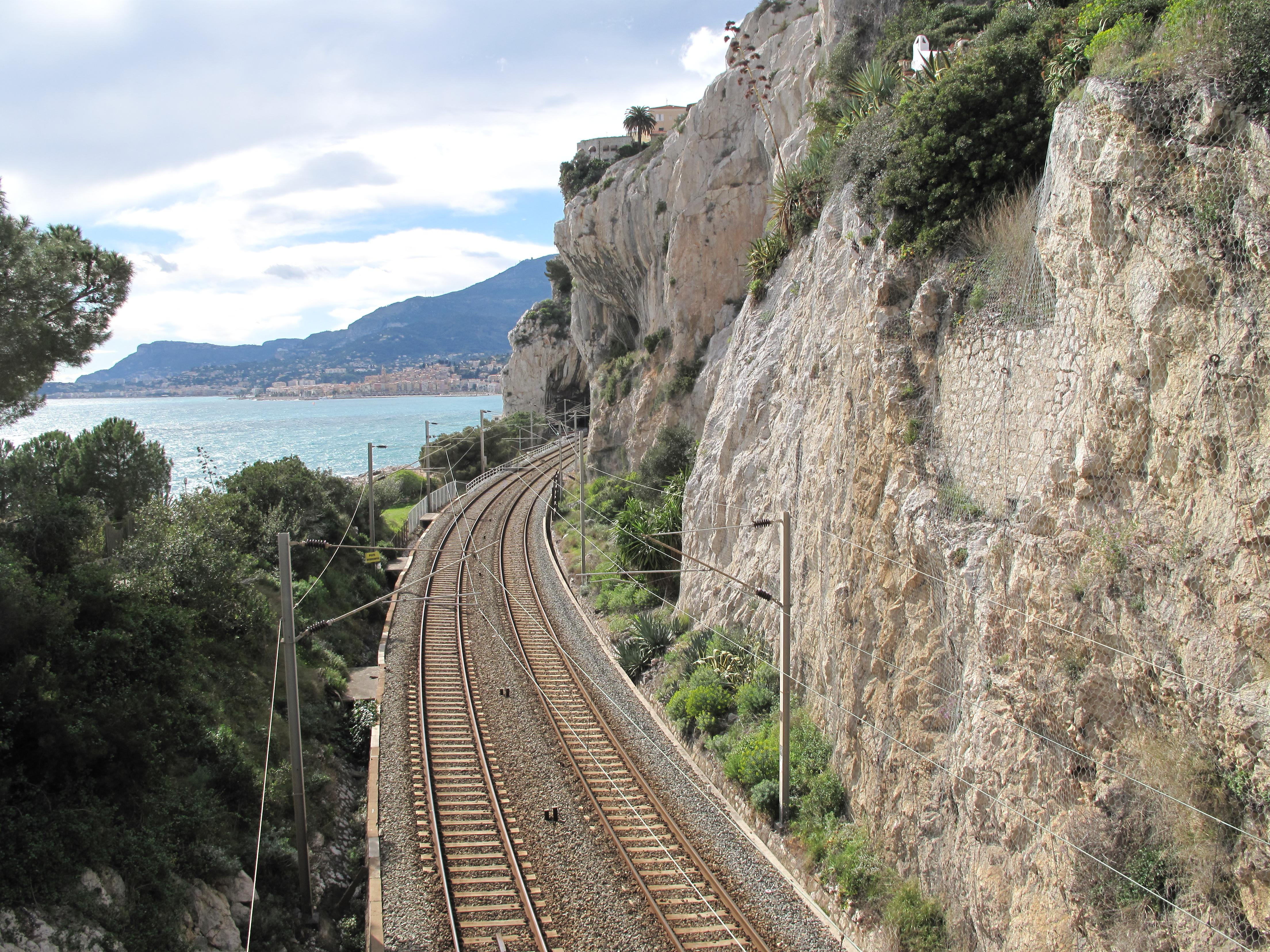
The Marseille-Vintimille railway line in فنتيميليا, near the French border

### المحطات

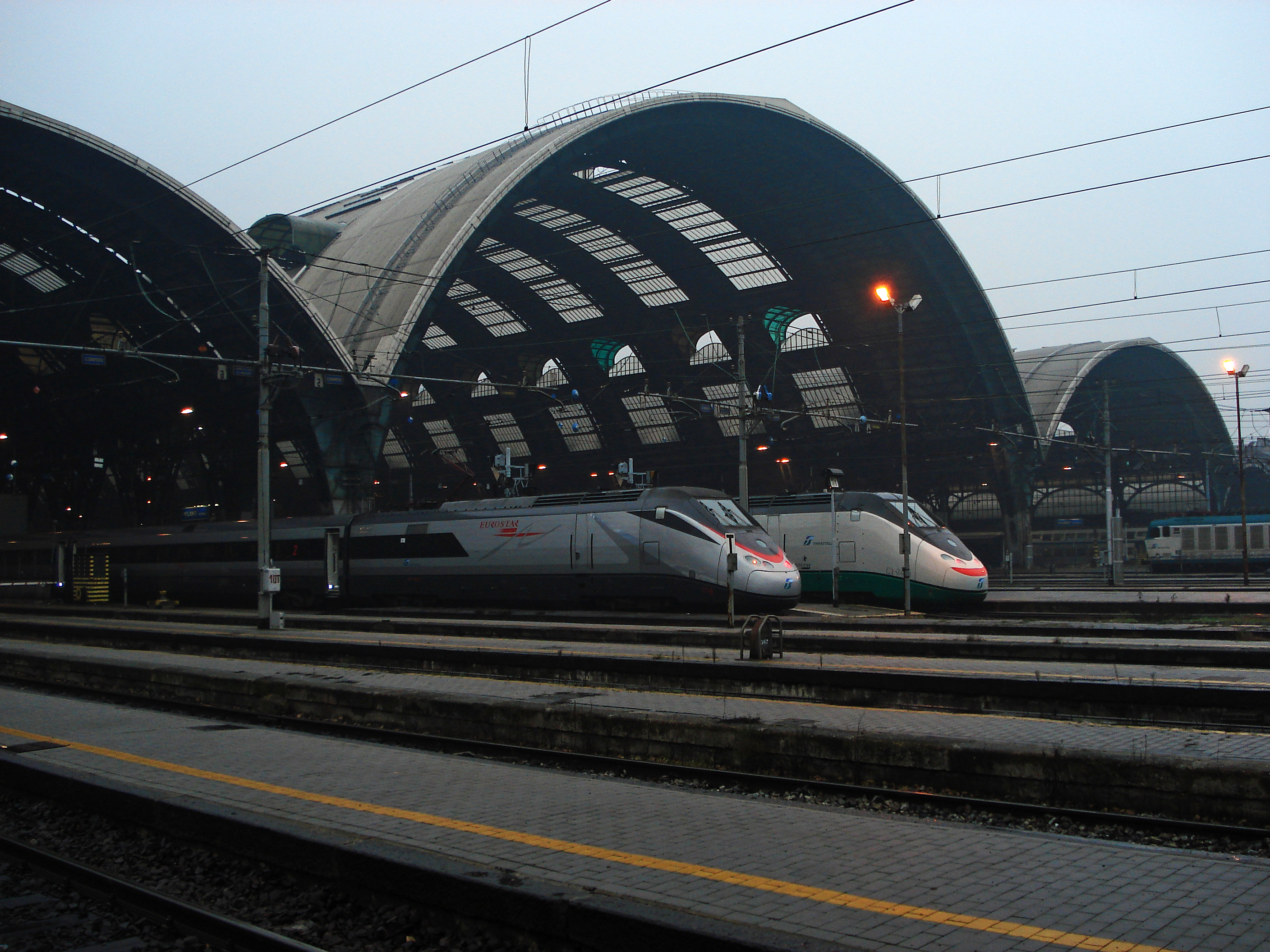
محطة سكة حديد ميلانو المركزية، ثاني أكثر محطات السكك الحديدية ازدحامًا في إيطاليا بعد محطة روما

أكبر عشر محطات في إيطاليا حسب عدد الركاب السنوي:
| المحطة                       | الركاب سنوياً (بالمليون) |
| ---------------------------- | ----------------------- |
| Bologna Centrale ‏            | 58                      |
| Firenze Santa Maria Novella ‏ | 59                      |
| Genova Piazza Principe ‏      | 24                      |
| محطة ميلانو المركزية         | 120                     |
| Napoli Centrale ‏             | 50                      |
| Roma Termini ‏                | 150                     |
| Torino Porta Nuova ‏          | 70                      |
| Venezia Mestre ‏              | 31                      |
| Venezia Santa Lucia ‏         | 30                      |
| Verona Porta Nuova ‏          | 25                      |

Stations with darker background are also served by High-speed trains

## الطرق

يتم تحديد الطرق السريعة الإيطالية بعلامات خضراء

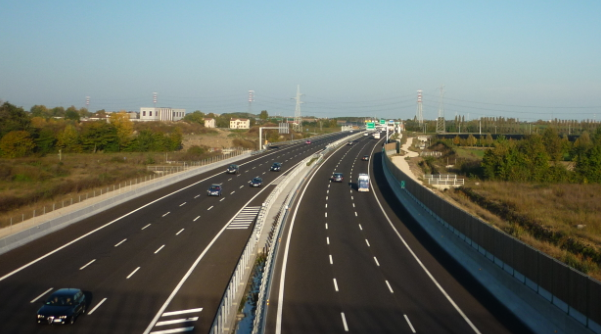
طريق سريع في إيطاليا

تعد إيطاليا واحدة من الدول التي يوجد بها أكبر عدد من المركبات للفرد، حيث بلغ عدد السيارات فيها 690 لكل 1000 شخص في عام 2010. يبلغ إجمالي عدد الطرق المعبدة في إيطاليا 487.700 كيلومتر، منها 6758 كيلومترًا من الطرق السريعة بحد أقصى للسرعة العامة يبلغ 130 كيلومترًا في الساعة، والتي تم توفيرها منذ عام 2009 لتمديدها حتى 150 كيلومترًا في الساعة. الحد الأقصى للسرعة في المدن هو عادةً 50 كم/ساعة وأحيانا 30 كم/ساعة في بعض المدن.

شبكة الطرق السريعة في إيطاليا

## الممرات المائية

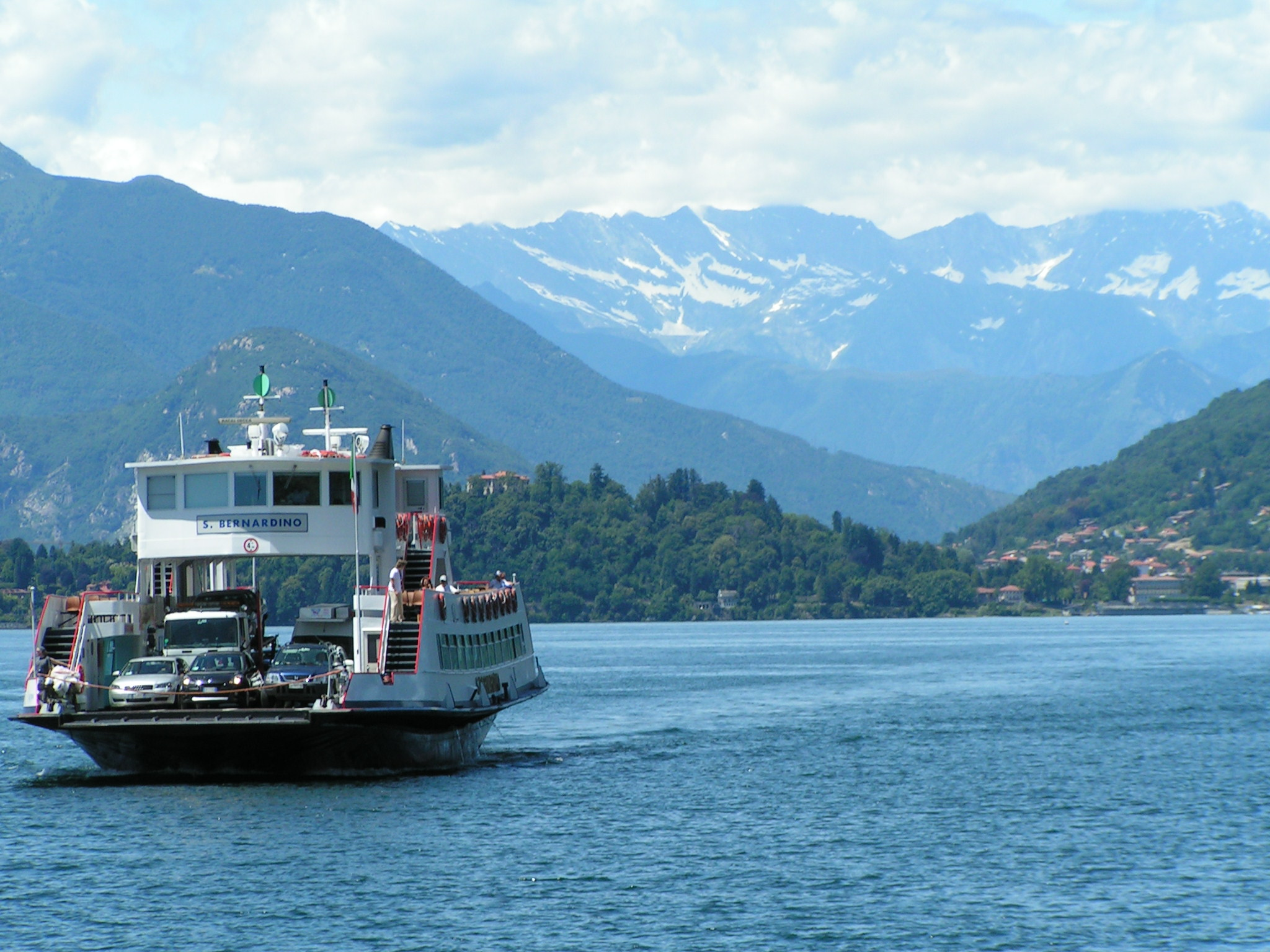
عبّارة السيارات سان برناردينو (1960) تعبر بحيرة ماجوري بين فيربانيا ولافينو، مع إطلالة بعيدة على جبل مونتي روزا

تمتلك إيطاليا 2400 كم من الممرات المائية الصالحة للملاحة لأنواع مختلفة من حركة المرور التجارية.
في المناطق الشمالية من لومبارديا فينيشيا، تعمل قوارب عبّارات الركاب على بحيرة غاردا وبحيرة كومو لربط المدن والقرى على جانبي البحيرات. الممرات المائية في البندقية، بما في ذلك القناة الكبرى، بمثابة شبكة نقل حيوية للسكان المحليين والسياح. تربط العبارات المكوكية (فابوريتا) نقاطًا مختلفة في جزيرة البندقية الرئيسية والجزر النائية الأخرى في البحيرة. بالإضافة إلى ذلك، هناك قوارب مكوكية مباشرة بين البندقية ومطار البندقية ماركو بولو.

## الموانئ والمرافئ

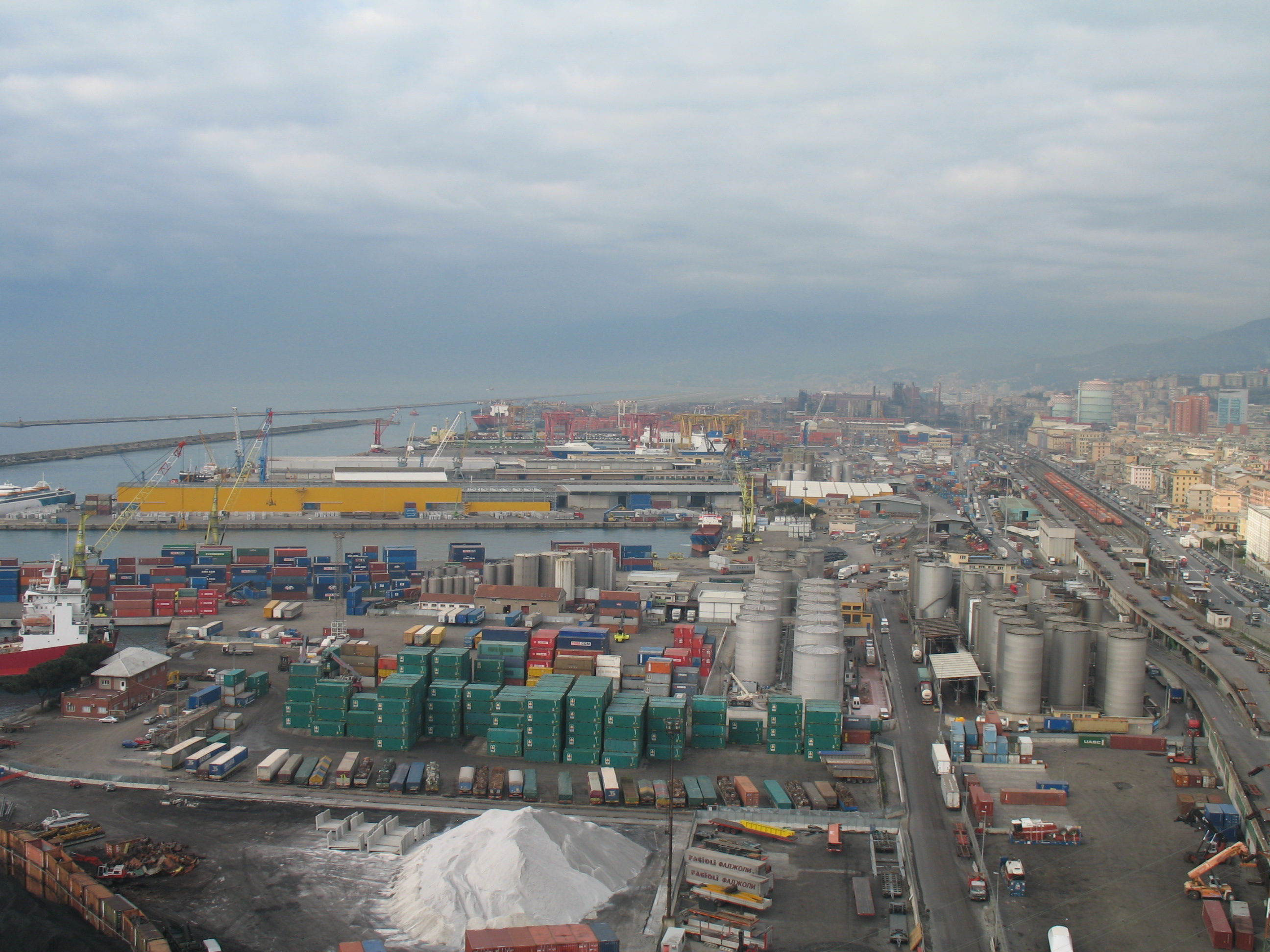
تمتلك جنوة أحد أكثر الموانئ البحرية ازدحامًا في إيطاليا

| قائمة موانئ إيطاليا |
| --- |
| - أنكونا - Arbatax - Augusta - باري - برينديزي - Cagliari - كتانيا - Civitavecchia - جنوة - Gioia Tauro ‏ - لا سبيتسيا - ليفورنو - مسينة - ميلاتسو (صقلية) - نابولي - أولبيا - باليرمو - بورتو توريس - Ravenna - ساليرنو - سافونا - تارانتو - ترييستي - البندقية |

## المطارات

### أزحم المطارات

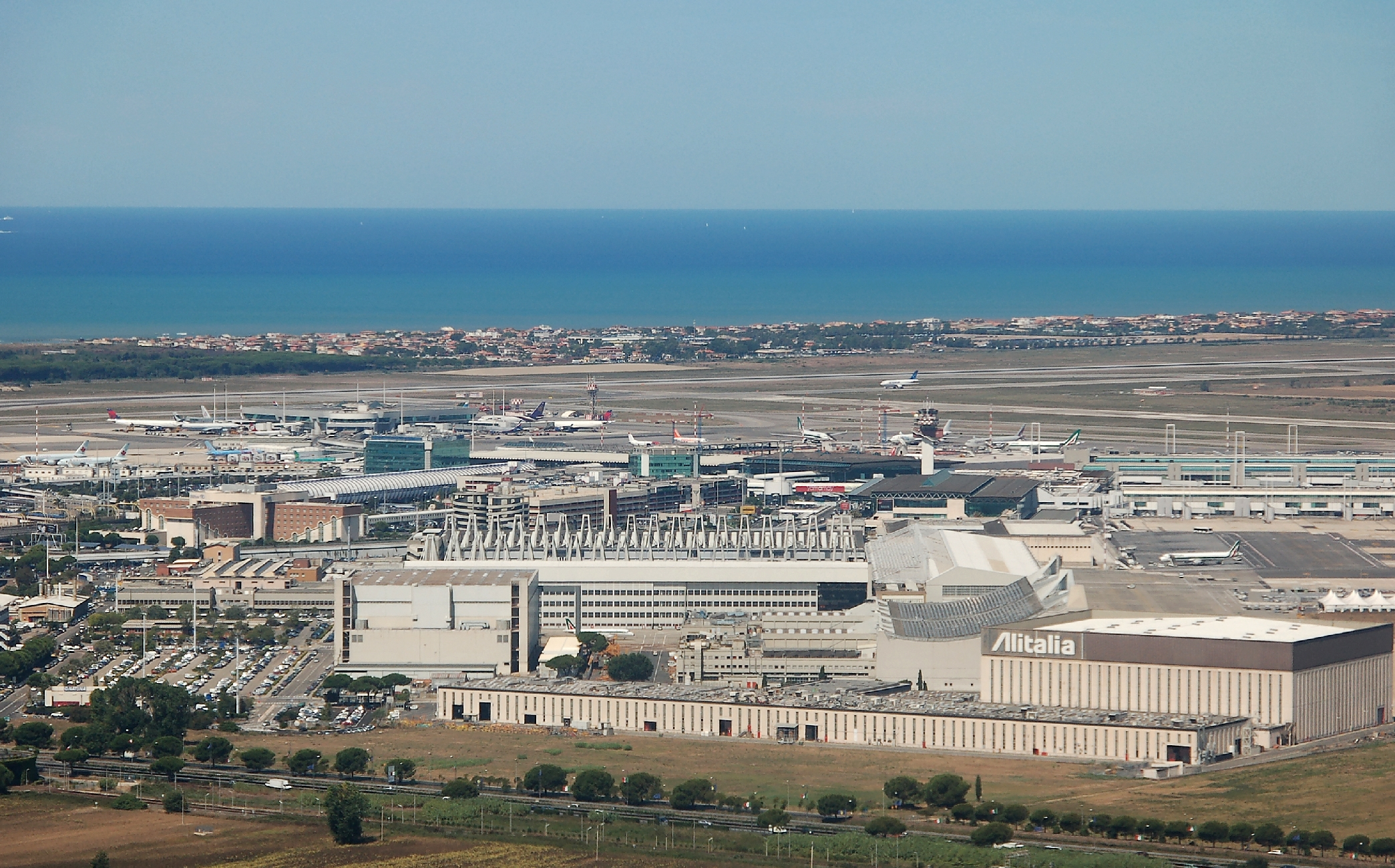
مطار ليوناردو دا فينشي

| المطار                   | التحركات  | الركاب     | الركاب     | الركاب      | الشحنات (بالطن) | الشحنات (بالطن) | الشحنات (بالطن) |
| ------------------------ | --------- | ---------- | ---------- | ----------- | --------------- | --------------- | --------------- |
| المطار                   | التحركات  | محلي       | دولي       | الإجمالي    | محلي            | دولي            | الإجمالي        |
| مطار ليوناردو دا فينشي   | 311,679   | 16,150,965 | 16,294,531 | 32,445,496  | 64,069          | 72,001          | 136,070         |
| مطار مالبينسا            | 169,389   | 7,946,725  | 7,885,436  | 15,832,161  | 159,687         | 167,382         | 327,069         |
| مطار ليناتي              | 92,884    | 4,160,526  | 4,130,569  | 8,291,095   | 7,972           | 8,532           | 16,504          |
| مطار البندقية ماركو بولو | 67,160    | 3,220,072  | 3,216,922  | 6,436,994   | 12,511          | 13,005          | 25,516          |
| مطار بولونيا             | 53,022    | 2,117,111  | 2,124,922  | 4,242,033   | 6,920           | 8,887           | 15,807          |
| مطار نابولي              | 52,367    | 2,406,886  | 2,426,418  | 4,833,304   | 1,935           | 1,142           | 3,077           |
| مطار أوريو أل سيريو      | 52,120    | 3,310,447  | 3,325,468  | 6,635,915   | 4,597           | 4,951           | 9,548           |
| مطار كاتانيا-فونتاناروسا | 50,503    | 2,768,158  | 2,794,629  | 5,562,787   | 5,229           | 3,204           | 8,433           |
| مطار باليرمو الدولي      | 46,182    | 2,089,904  | 2,071,786  | 4,161,690   | 1,618           | 1,656           | 3,274           |
| مطار تورينو              | 42,649    | 1,494,395  | 1,494,981  | 2,989,376   | 794             | 625             | 1,419           |
| أخري                     | 333,181   | 15,470,588 | 15,507,497 | 30,978,085  | 37,396          | 32,991          | 70,387          |
| اجمالي                   | 1,271,136 | 61,135,777 | 61,273,159 | 122,408,936 | 302,728         | 314,376         | 617,104         |

## الحافلات
توجد حافلات للمسافات الطويلة بين المدن تديرها شركات محلية، لكن الخدمات غير متكررة خلال الأسبوع وعادة ما توفر رابطًا ثانويًا لخدمات السكك الحديدية.
لا يوجد في إيطاليا مشغل حافلات على مستوى البلاد. ومع ذلك، في عام 2015 ، أطلقت الشركة البريطانية ميجا بص (أوروبا) خدمات الحافلات اليومية بين المدن على عدة طرق محلية وهذا يجعل ما مجموعه 12 خدمة يومية في كل اتجاه بين روما وبولونيا.
فليكس باص، وهي شركة تأسست في سياق افتتاح سوق الحافلات بين المدن الألمانية، تخدم أيضًا طرقًا في إيطاليا على الصعيدين المحلي والدولي.

### حافلات نقل المطارات
ومع ذلك، فإن حافلات نقل المطار متطورة للغاية وملائمة للمسافرين عبر السكك الحديدية. معظم المطارات في إيطاليا غير متصلة بشبكة السكك الحديدية، باستثناء مطار مطار ليوناردو دا فينشي ومطار مطار ليناتي ومطار تورينو. في بولونيا، تم إنشاء مسار للسكك الحديدية الخفيفة وافتتاحه في نوفمبر 2020، لربط مطار بولونيا بمحطة السكك الحديدية الرئيسية.
- البندقية: محطة فينيسيا ميستري - مطار ماركو بولو (50 دقيقة) ومطار تريفيزو
- ميلانو: محطة ميلانو المركزية - مطار مالبينسا (ساعة و 5 دقائق) ، مطار لينيت (35 دقيقة) ومطار ميلانو بيرغامو (ساعة واحدة)
- بريشيا: محطة بريشيا - مطار ميلانو بيرغامو (ساعة واحدة)
- روما: محطة روما تيرميني - مطار فيوميتشينو بالقطار
- فيرونا: محطة فيرونا بورتا نوفا - مطار فيلافرانكا «كاتولو» (20 دقيقة)
- بولونيا: المحطة المركزية - مطار بولونيا (20 دقيقة) - تم تعديل المسار في نوفمبر 2020. انتقلت من مسار BLQ (محطة بولونيا المركزية - مطار بولونيا) إلى طريق 944 Ospedale Maggiore-Bologna Airport
- محطة بيسكارا المركزية - مطار ابروتسو (10 دقائق)
- فلورنسا: محطة فلورنسا إس إم نوفيلا - مطار فلورنسا

### الحافلات المحلية
تنقسم الحافلات المحلية عادة إلى :
- خطوط حضرية (urbano).
- خطوط الضواحي (interurbano أو extraurbano).